# Podskalí (Praha)

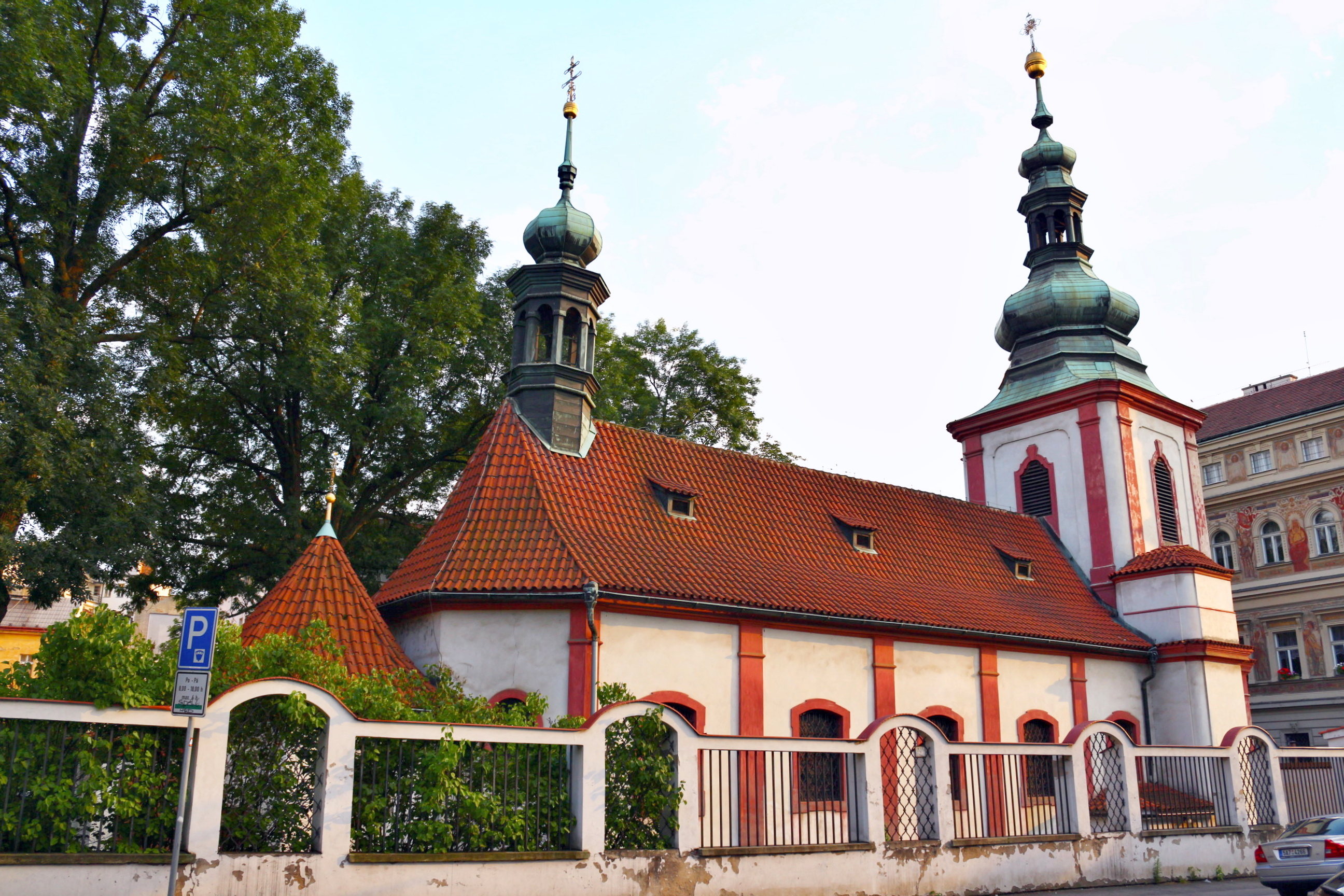
Kostel Nejsvětejší Trojice v Podskalí

Podskalí je název zaniklé osady na pravém břehu Vltavy v Praze mezi dnešním Jiráskovým a Železničním mostem. Její někdejší obyvatelé se živili převážně vorařstvím, obchodem se dřevem, ledařstvím či těžbou písku ze dna řeky.

## Historie
Osada s kostelem sv. Kosmy a Damiána (první zpráva k roku 1178) je poprvé zmiňována k roku 1198, ale zřejmě má historii mnohem starší. Staré Podskalí tvořila původně zástavba podél pobřežní cesty mezi ústím Botiče a jezem nad novoměstskými mlýny (dnešní budova „Mánes“). Ve 2. polovině 13. století zde patrně vznikl trh s plaveným dřevem a určitý monopol, který škodil Pražanům. V roce 1316 získali Staroměstští od Jana Lucemburského privilegium v podobě předkupního práva na připlavené dříví a zákaz kupovat od venkovských plavců dříví, dokud nebylo připlaveno do Podskalí. V roce 1341 byl vydán ve shodě s Podskalskými a s králem Janem zákaz o překupování dříví s přikázaným místem pro přistávání vorů – pokuta za porušení zákazu byla po třetinách dělena mezi staroměstské, podskalské a krále. Z vorů bylo pod Vyšehradem vybíráno mýto, které náleželo (před dobou husitskou) vyšehradské kapitule.
V roce 1348, kdy bylo Podskalí pojato do hradeb Nového Města, měla osada 4 kostely (sv. Jana, sv. Mikuláše, sv. Vojtěcha a sv. Antonína, zvaný též sv. Ondřeje – dnes kostel Nejsvětější Trojice), zatímco kostel sv. Kosmy a Damiána se založením Slovanského (Emauzského) kláštera stal z farního kostela kostelem klášterním a farní funkce přešla na kostel sv. Mikuláše. Za bojů o Vyšehrad v roce 1420 bylo celé Podskalí vypáleno – kostel sv. Jana (na rozdíl od ostatních podskalských kostelů) už nikdy nebyl obnoven. Na konci 15. století vytvořili podskalští plavci cech – tak vzniklo tzv. poříční (plavecké) právo, které rozsuzovalo spory při obchodu s dřívím. Za Josefa II. byl Emauzský klášter zrušen a jeho majetek přešel pod správu Nového Města.
Na přelomu 19. a 20. století, když se Praha rozšiřovala, byla čtvrť postupně zbořena, zejména po velké povodni v roce 1890, kdy se rozhodlo, že je třeba Prahu chránit vysokou nábřežní zdí. Po vybudování městské říční navigace s náplavkou byly historické domečky odříznuty od vody a byly zrušeny ohrady se dřevem. Po demolici bylo území rozparcelováno a následovala výstavba činžovních domů.
Život v zaniklém Podskalí dnes připomíná film Poslední Podskalák (1940) nebo Plavecký mariáš (1952), z písní například Podskalák Karla Hašlera. Tradice spojené s životem na řece dodnes udržuje spolek Vltavan.
V dnešní době se jako Podskalí v Praze označuje oblast ohraničená přibližně takto: na jihu Vyšehradskou skalou, z východu ulicemi Na Slupi a Vyšehradská, ze severu ulicí Na Moráni a ze západu hraničí oblast s Vltavou. Rozloha této oblasti je přibližně 0,2 km2. Tato oblast se nepočítá mezi oficiální pražské čtvrti a je tedy pouze součástí městské části Praha 2.

## Podskalská celnice

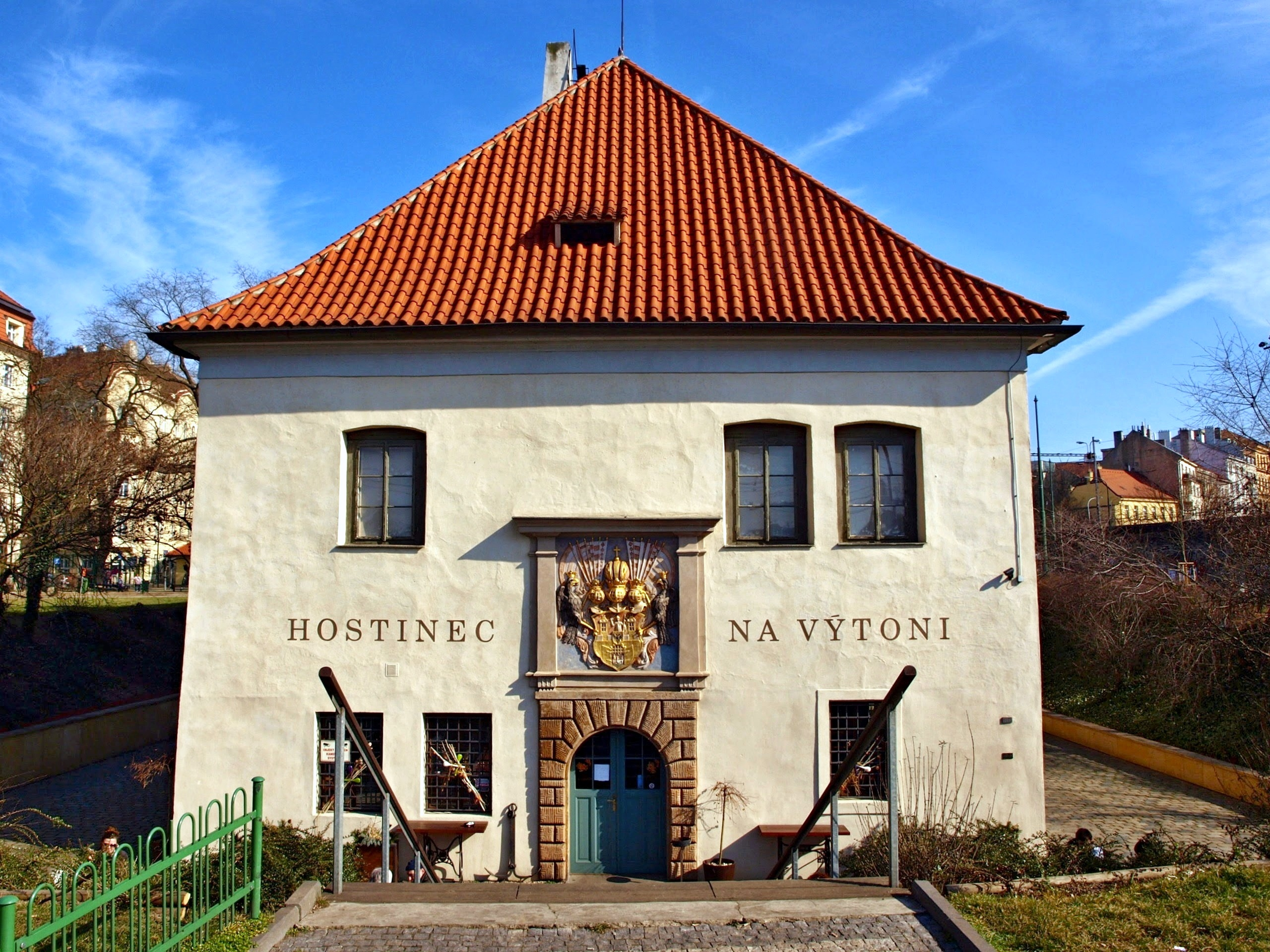
Podskalská celnice, Výtoň

Podskalská celnice na Výtoni se zachovala díky tomu, že ji město v roce 1908 odkoupilo jako památku na rázovitý život ve starém Podskalí. V roce 1939 byla budova převedena do vlastnictví Muzea hlavního města Prahy, které zde po 2. světové válce otevřelo první historickou expozici. V roce 2003 byla po rekonstrukci znovu otevřena. V přízemí se nachází restaurace, v prvním patře se nachází Muzeum v podskalské celnici na Výtoni. Zde byly vystaveny expozice, které se vztahovaly k Podskalí a Vltavě, dnes[kdy?] se tam nachází dočasná výstava, která bude v roce 2015 nahrazena novou stálou expozicí. Půda slouží jako depozitář spolku Vltavan.